# Suidae
Suidae é uma família de mamíferos artiodáctilos. Esta família taxonómica inclui vários géneros, nos quais se encontram espécies de animais domésticos, como o porco-doméstico, e selvagens tais como o javali, o facocero (ou javali-africano) e o babirussa. A sua distribuição geográfica é extensa, mas, no caso das espécies selvagens, restringe-se ao Velho Mundo. Já os porcos domésticos habitam todos os continentes do mundo, graças à intervenção do homem. Originaram-se na Ásia durante o período Eoceno.
Os suídeos são mamíferos pertencentes à família Suidae (Gray, 1821)

## Classificação (espécies ainda vivas)
A maioria das espécies, gêneros e subfamílias da família Suidae já está extinta. Há apenas cinco gêneros remanescentes:
- Gênero Sus - porcos e javalis (10 espécies)
- Gênero Hylochoerus - (1 espécie)
- Gênero Potamochoerus - porcos-do-mato africanos (2 espécies)
- Gênero Phacochoerus - facocero (javali-africano) (2 espécies)
- Gênero Babyrousa - babirussa (3 espécies)[4]

## Classificação (todas as espécies)
- Família Suidae Gray, 1821
  - Gênero †Cainochoerus Pickford, 1988
  - Gênero †Emichoerus Filhol, 1882
  - Gênero †Hemichoerus Filhol, 1882
  - Gênero †Paradoxodonides
  - Subfamília †Hyotheriinae Cope, 1888
    - Gênero †Chleuastochoerus Pearson, 1928
    - Gênero †Dubiotherium Hellmund, 1992
    - Gênero †Hyotherium Meyer, 1834
    - Gênero †Sinapriculus Liu, Fortelius e Pickford, 2002

  - Subfamília †Listriodontinae Simpson, 1945
    - Gênero †Eurolistridon Pickford e Moya Sola, 1995
    - Gênero †Listriodon Meyer, 1846
    - Gênero †Lopholistriodon Pickford e Wilkinson, 1975
    - Gênero †Bunolistriodon Arambourg, 1933

  - Subfamília †Kubanochoerinae Gabunia, 1958
    - Gênero †Kenyasus Pickford, 1986
    - Gênero †Kubanochoerus Gabunia, 1955
    - Gênero †Libycochoerus Arambourg, 1961
    - Gênero †Megalochoerus Pickford, 1993
    - Gênero †Nguruwe Pickford, 1986
    - Gênero †Miochoerus

  - Subfamília †Tetraconodontinae Lydekker, 1886
    - Gênero †Conohyus Pilgrim, 1926
    - Gênero †Lophochoerus Pilgrim, 1926
    - Gênero †Notochoerus Broom, 1925
    - Gênero †Parachleuastochoerus Golpe-Posse, 1972
    - Gênero †Sivachoerus Pilgrim, 1926
    - Gênero †Tetraconodon Falconer, 1868

  - Subfamília †Namachoerinae Pickford, 1995
    - Gênero †Namachoerus Pickford, 1995

  - Subfamília Suinae Gray, 1821
    - Tribo Suini
      - Gênero †Eumaiochoerus Hürzeler, 1982
      - Gênero †Hippopotamodon Lydekker, 1877
      - Gênero †Korynochoerus Schmidt-Kittler, 1971
      - Gênero †Microstonyx Pilgrim, 1926
      - Gênero Sus Linnaeus, 1758

    - Tribo Potamochoerini
      - Gênero †Celebochoerus Hooijer, 1948
      - Gênero Hylochoerus Thomas, 1904
      - Gênero †Kolpochoerus van Hoepen e van Hoepen, 1932
      - Gênero Potamochoerus Gray, 1854

    - Gênero †Propotamochoerus Pilgrim, 1925
    - Tribo Hippohyini
      - Gênero †Hippohyus Falconer e Gautley, 1847
      - Gênero †Sinohyus von Koenigswald, 1963
      - Gênero †Sivahyus Pilgrim, 1926

  - Subfamília Phacochoerinae[5] Gray, 1868
    - Gênero †Metridiochoerus Hopwood, 1926
    - Gênero Phacochoerus F. Cuvier, 1826
    - Gênero †Potamochoeroides Dale, 1948

  - Subfamília Babyrousinae[6] Thenius, 1970
    - Gênero Babyrousa Perry, 1811